# 신뢰재
신뢰재(信賴財)는 소비자가 효용성에 대해 가치판단을 하기 어려운 재화이며, 경험재와는 달리 상품의 소비 이후 효용성의 증가 및 감소에 대한 신빙성을 입증하기 힘든 특징이 있다. 따라서 판매자는 신뢰재를 판매하고자 할 때 주로 정보 비대칭을 이용하며, 특정 정보를 선별해 판매에 이용한다.